# Werlte
Werlte – miasto w Niemczech, w kraju związkowym Dolna Saksonia, w powiecie Emsland, siedziba gminy zbiorowej Werlte. Do 21 marca 2017 gmina.